# Krzysztof Matyjaszewski
Krzysztof Matyjaszewski (Konstantynów Łódzki, 8 april 1950) is een Pools-Amerikaans scheikundige. Hij is hoogleraar aan de Carnegie Mellon University in Pittsburgh.
Matyjaszewski is bekend voor zijn bijdragen aan de polymeerchemie, meer bepaald de ontdekking van de atoomtransfer radicalaire polymerisatie (ATRP). Met deze methode is het mogelijk om radicalaire polymerisaties onder controle te brengen en op die manier de polydispersiteit van het polymeer te verlagen.
Matyjaszewski wordt algemeen beschouwd als een vooraanstaand polymeerchemicus. Voor zijn werk ontving hij talrijke prijzen, onder andere de Humboldt-prijs (1999), de Presidential Green Chemistry Challenge Award (2009), de Wolfprijs (2011) en de Benjamin Franklin Medal (2017).

## Biografie
Krzysztof Matyjaszewski ontving zijn doctoraatstitel in 1976 en startte in 1977 een postdoctorale carrière aan de Universiteit van Florida. Van 1978 tot 1984 was hij onderzoeksmedewerker aan de Poolse Academie van Wetenschappen. Nadien doceerde hij een jaar aan de Universiteit van Parijs. In 1985 trok Matyjaszewski naar Pittsburgh, waar hij het Center for Macromolecular Engineering opstartte, dat tot op heden nog steeds door hem geleid wordt. In 1998 werd hem de titel J.C. Warner Professor of Natural Sciences verleend, een leerstoel die hij nog steeds bekleed. In 2004 werd Matyjaszewski dan benoemd tot University Professor, de hoogste titel die aan de Carnegie Mellon University kan behaald worden.